# Castelo de Birr

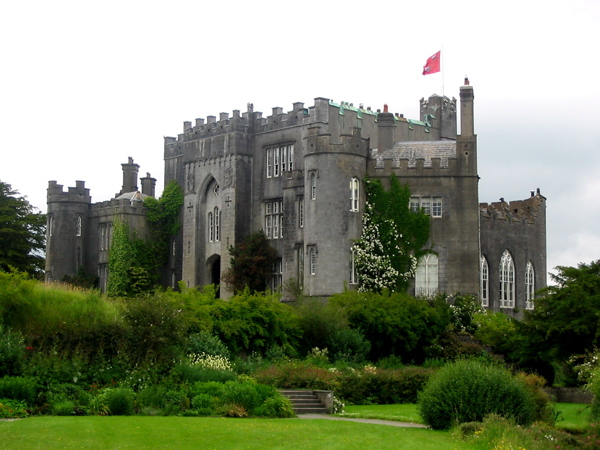
Castelo de Birr, República da Irlanda.

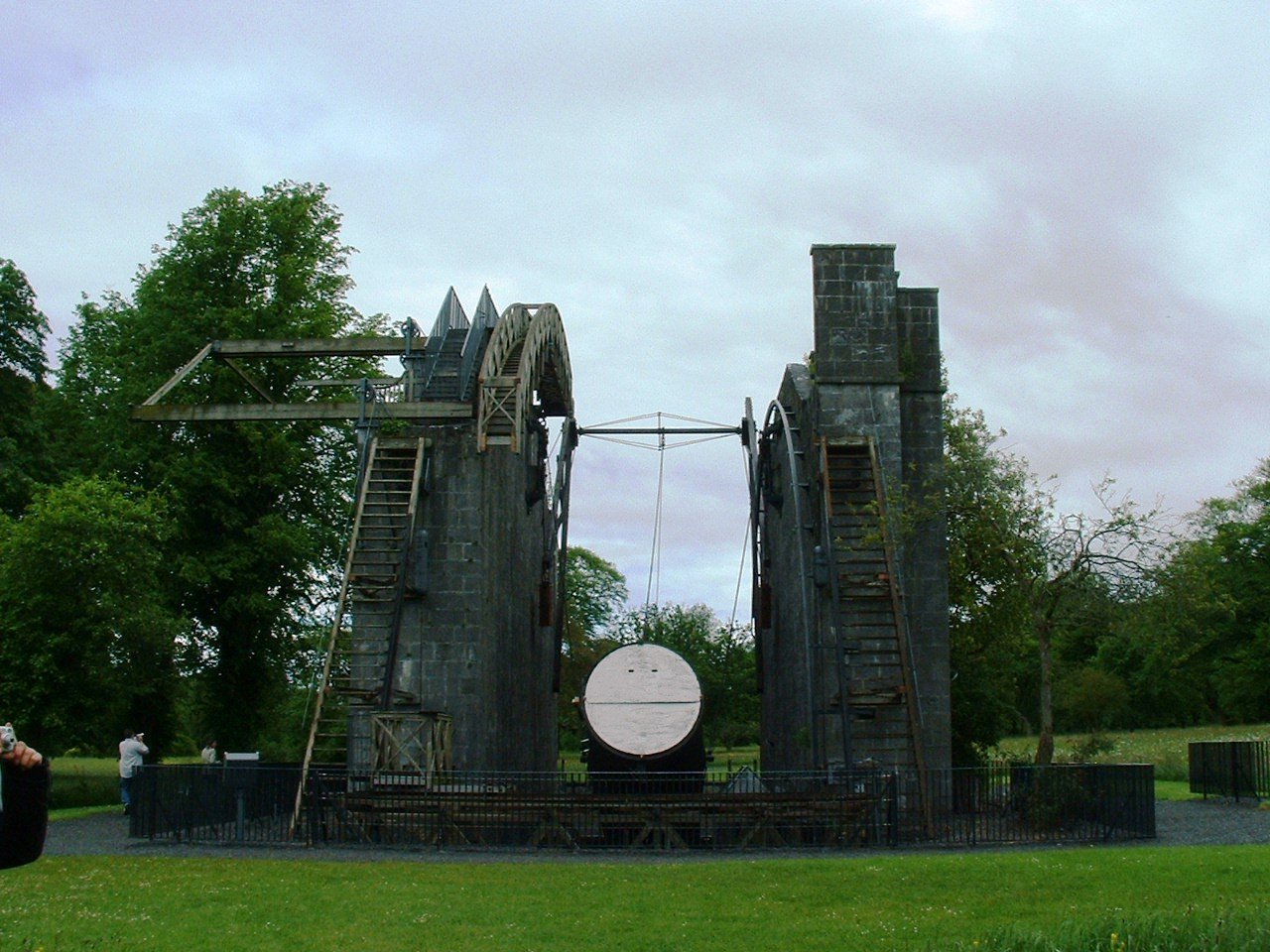
Castelo de Birr, República da Irlanda: o "Leviatã de Parsonstown".

O Castelo de Birr localiza-se na cidade de Birr, Condado de Offaly, na República da Irlanda. É a residência do sétimo conde de Rosse.

## O "Grande Telescópio"
Uma das atrações do castelo é o "Leviatã de Parsonstown", um telescópio astronômico com um refletor de 183 centímetros, de William Parsons, terceiro Conde de Rosse. Este instrumento foi concluído em 1845, tendo sido usado por várias décadas até às últimas observações, feitas no início do século XX. O seu tamanho recorde não foi ultrapassado até à instalação do Telescópio Hooker, de 254 centímetros, no Observatório do Monte Wilson, em 1917.
Desmontado em 1914, foi recentemente restaurado e encontra-se aberto ao público.